# Прусський омаж

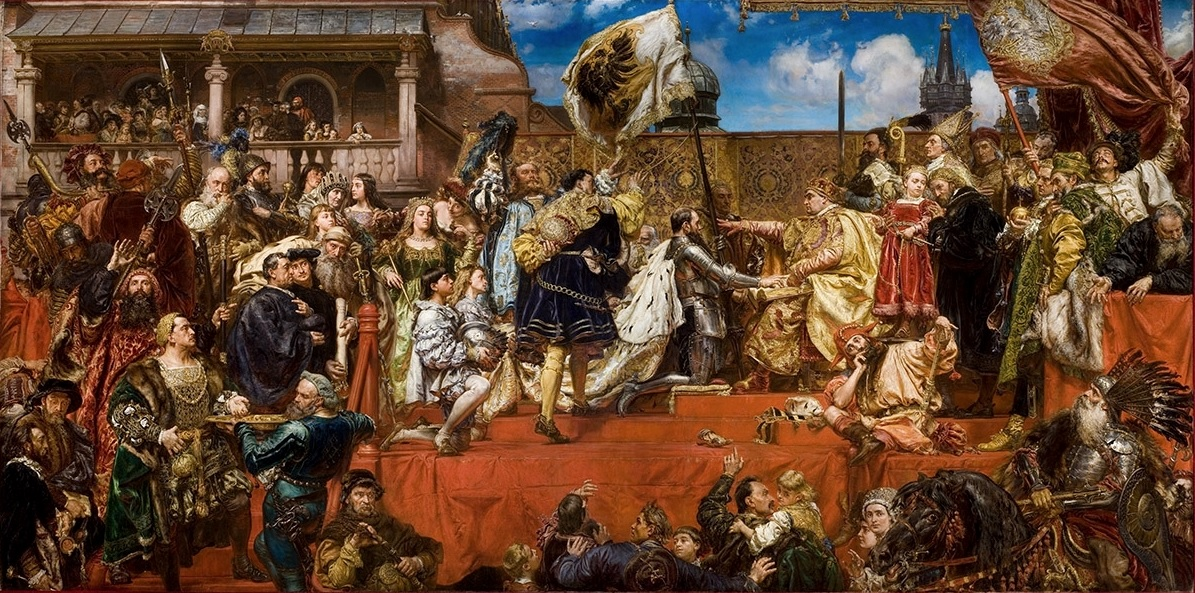
Прусський омаж (інша назва — Присяга Пруссії на вірність Польщі), худ. Ян Матейко, 1882 р.

Пру́сський ома́ж або прися́га (нім. Preußische Huldigung; пол. Hołd pruski) — офіційна церемонія передачі Альбрехту Гогенцоллерну у васальне володіння Прусського герцогства королем Польщі Сиґізмундом I Старим, що відбулася 10 квітня 1525 року.

## Передісторія
Під час польсько-тевтонської війни 5 квітня 1521 року в Торуні між Королівством Польським і Тевтонським орденом укладено перемир'я на чотири роки. Сторони погоджувалися передати вирішення конфлікту третейським суддям — імператору Карлу V і угорському королю Людвіку Яґеллончику.
1525 року термін припинення вогню минав, але імператорське посередництво не давало результатів — урегулювання суперечностей не досягнуто. Великий магістр Тевтонського ордену Альбрехт більше не міг розраховувати на підтримку у війні з боку Імперії, тому продовжував докладати зусиль, щоб отримати допомогу перед неминучим кінцем перемир'я.
1523 року Альбрехт відвідав Мартіна Лютера у Віттенберзі. На зустрічі Лютер порадив великому магістрові одружитися, секуляризувати Орден і стати його світським правителем. Альбрехт прийняв цю ідею та став прихильником протестантизму.
8 квітня 1525 р. протиборчі сторони у Кракові підписали мирний договір, який офіційно завершував польсько-тевтонську війну 1519—1521 років. Відповідно договору, Альбрехт отримував право на створення васального по відношенню до Польщі Герцогства Пруссія шляхом секуляризації держави Тевтонського ордена. Сам Альбрехт ставав світським правителем Пруссії з герцогським титулом, який передавався у спадок. Формальним наслідком договору стало проведення церемонії складання присяги.

## Подія

Прусський герб з літерою «S» (Sigismundus) і короною навколо шиї орла символізує, що Прусське герцогство є васалом польського короля

10 квітня 1525 р. у столиці Польщі Кракові, на головній площі Ринок, відбулась церемонія омажу — Альбрехт склав ленну присягу на вірність Сиґізмундові I Старому, визнаючи польського короля своїм сюзереном. Альбрехт залишив посаду Великого магістра Тевтонського ордена і здобув титул «Герцог Пруссії». Як символ васальної залежності, Альбрехт здобув від польського короля штандарт з прусським гербом.

## Наслідки
Більшість володінь Тевтонського ордена в Пруссії оголошувалися світським Герцогством Пруссія, васальним по відношенню до Польщі.
За Краківською угодою при частковим посередництві Лютера Прусське герцогство стало першою протестантською державою. Для Польщі зі стратегічних міркувань було кращим утворення протестантського лену — Герцогства Пруссія, ніж наявність у Пруссії католицького феодального володіння — Держави Тевтонського ордена, яка формально була підданим Священної Римської імперії та Папи Римського.
Прусський ландтаг, зібраний у Кеніґсберзі, визнав нового Герцога та протестантську реформацію в лютеранську віру. Століття протистояннь між Прусською Конфедерацією та Орденом закінчилося поразкою останнього.
Тевтонський орден, який обрав нового Великого магістра, продовжив своє існування. Новий Гросмейстер намагався політичними засобами боротися за втрачену владу на прусських територіях, але Орден уже не міг повернути собі колишню могутність.

## Історія Прусських присяг
Традиція прусських присяг сходить до 1469 року, коли, після Тринадцятирічної війни та Другого Торунського миру, усі Великі магістри Тевтонського ордена зобов'язані були складати присягу польським правителям протягом шести місяців з моменту свого обрання. Деякі гросмейстери відмовлялись це робити на підставі того, що тевтонські лицарі були під папським суверенітетом. Серед тих, хто відмовився, були Мартін Трухзес фон Ветцгаузен, Фрідріх Саксонський (направив справу в рейхстаг, 1495 р.), а також майбутній Герцог Пруссії Альбрехт.
| Дата               | Місце проведення              | Васал, Гросмейстер            | Сеньйор, Король Польський |
| ------------------ | ----------------------------- | ----------------------------- | ------------------------- |
| 1469, 1 грудня     | Пйотркув-Трибунальський, сейм | Генріх Рейсс фон Плауен       | Казимир IV Ягеллончик     |
| 1470, 20 листопада | Пйотркув-Трибунальський, сейм | Генріх Реффле фон Ріхтенберг  | Казимир IV Ягеллончик     |
| 1479, 9 жовтня     | Новий Корчин                  | Мартін Трухзес фон Ветцгаузен | Казимир IV Ягеллончик     |
| 1489, 18 листопада | Радом                         | Йоганн фон Тіфен              | Казимир IV Ягеллончик     |
| 1493, 29 травня    |                               | Йоганн фон Тіфен              | Ян I Ольбрахт             |

Після створення 1525 року Герцогства Пруссія її правителі, починаючи з герцога Альбрехта, складали присягу польським королям до 6 жовтня 1641 року, коли мав місце останній прусський омаж. Після підписання Велявсько-Бидгоського трактату (1657 р.) прусські правителі більше не вважалися васалами польських королів.
| Дата               | Місце проведення                   | Васал, Герцог Пруссії                       | Сеньйор, Король Польський |
| ------------------ | ---------------------------------- | ------------------------------------------- | ------------------------- |
| 1525, 10 квітня    | Краків                             | Альбрехт                                    | Сигізмунд I Старий        |
| 1569, 19 липня     | Люблін, сейм                       | Альбрехт Фрідріх                            | Сигізмунд II Август       |
| 1578, 20 лютого    | Варшава, перед церквою Св. Анни    | Георг Фрідріх, маркграф Бранденбург-Ансбаха | Стефан Баторій            |
| 1611, 16 листопада | Варшава, перед церквою Св. Анни    | Йоганн Сигізмунд, курфюрст Бранденбургу     | Сигізмунд III Ваза        |
| 1621, вересень     |                                    | Георг Вільгельм, курфюрст Бранденбургу      | Сигізмунд III Ваза        |
| 1633, 21 березня   |                                    | посли курфюрста Георга Вільгельма           | Владислав IV Ваза         |
| 1641, 6 жовтня     | Варшава, перед Королівським замком | Фрідріх Вільгельм I, курфюрст Бранденбургу  | Владислав IV Вази         |

## У мистецтві

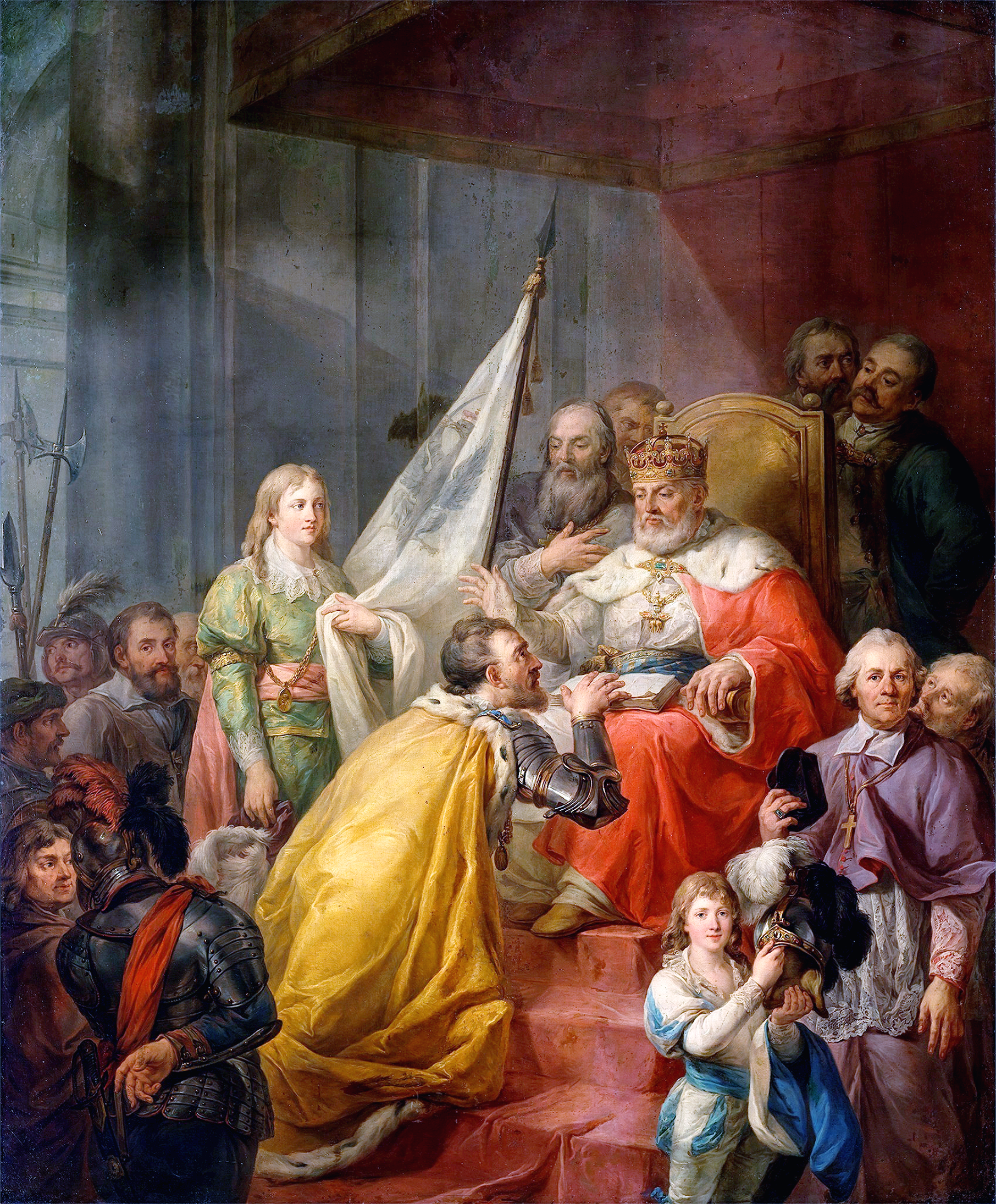
Прусський омаж, худ. Марчелло Бачареллі, 1796 р.

- Марчелло Бачареллі (1731—1818), придворний художник короля Польщі, у 1796 році намалював картину «Прусський омаж». Картина знаходиться у Національному музеї у Кракові[2]

- Подія стала темою однієї з найвідоміших картин Яна Матейка «Прусський омаж» («Присяга Пруссії на вірність Польщі») (створена у 1882 р.), яка виставлена у Галереї польського мистецтва XIX ст. у Сукеницях, підрозділі Національного музею у Кракові.